# За три дні до кохання
«За три дні до кохання» (рос. «За три дня до любви») — російськомовний телесеріал, знятий в Україні. Серіал створений кінокомпанією «1+1 продакшн» та режисером Сергієм Щербином. Головні ролі виконали актори Анастасія Карпенко, Дарина Єгоркіна та Антон Денисенко.
Прем'єра першого сезону відбулася на телеканалі «1+1» 19 лютого 2018 року.

## Синопсис
Головна героїня Дана Романова мала в житті практично все — великий процвітаючий бізнес, друзів, перспективний роман. Все сталось одночасно — фірма опинилась не в кращому фінансовому становищі, коханий Дани вирішує, що вони різні люди і разом їм бути не судилося. Рідні ненавидять її за легковажність і припиняють фінансово її підтримувати. Так все в один день пішло шкереберть.
Одночасно опинився на межі банкрутства також і молодий та амбітний бізнесмен Павло Солдатов, дружині якого погрожували кредитори. І він готовий був віддати все, навіть свій бізнес, щоб врятувати сім'ю.
Ці події допомогли їм зустрітись випадково в Одесі і ледь не перекреслити все своє попереднє життя. Самотність Дани та відчай Павла призводять до незвичайної угоди…
Дана пропонує погасити борг в обмін на три дні його життя, щоб провести їх у компанії одне одного: три дні ділового та дружнього спілкування, які Павло проведе разом з нею в Одесі, три дні, які нічого не означають, і три дні, які змінять все….

## У ролях
- Анастасія Карпенко — Дана Романова (підприємиця) — головна роль.
- Дарина Єгоркіна — Міла Солдатова
- Антон Денисенко — Павло Солдатов
- В'ячеслав Довженко — Юрій Полищук
- Олександр Гетьманський — Віктор Реут
- Андрій Мостренко — Олександр Биков
- Тамара Морозова — Любов Романова
- Владислав Онищенко — Іван
- Наталя Циганенко — Наталя
- Олександр Ганноченко — Ігор Романов, батько Дани
- Лариса Руснак — Віра Петрівна, мати Міли
- Єлизавета Курбанмагомедова
- Марія Заниборщ — Юля
- Артем Мяус — Максим Головня
- Олексій Череватенко — Рашид
- Анатоль Фон-Філандра — Семен Лялін
- Олександр Кобзар — Борис Шабаев
- Єва Шевченко-Головко — Вероніка Шабаєва
- Алла Масленнікова — Алла Борисівна
- Станіслав Бжезінський — Анатолій Долін
- Олена Провотар — Валерія Поліщук
- Єлизавета Майська — Власта, дружина Бориса
- Анжеліка Ешбаєва — Ангеліна Шабаева
- Женя Лебедин

## Озвучування
- Андрій Твердак